# Ignacio Bailone
Ignacio Bailone (20 de enero de 1994 en Rosario, Argentina) es un futbolista argentino. Juega como centrodelantero o segunda punta en el Club Nacional de Paraguay de la Primera división de Paraguay. También posee nacionalidad italiana.

## Trayectoria

### Nacimiento e infancia
Se inició desde muy pequeño en el Club Deportivo Norte, de la ciudad de Mar del Plata, donde ya insinuaba sus virtudes futbolísticas como delantero goleador. Luego incursionó en el Club Cadetes de San Martín de dicha ciudad.
En el año 2007 pasó a vestir la camiseta del Club Atlético Quilmes de Mar del Plata.

### Club Atlético Quilmes de Mar del Plata
Su paso por el "cervecero" fue sumamente exitoso ya que durante 4 años consecutivos fue goleador de la Liga Marplatense de las distintas categorías en las que participó. Su buen rendimiento lo llevó a formar parte, en el 2010, del preseleccionado argentino Sub-17, dirigido, en ese entonces, por Pablo Cavallero.
Entre los logros más significativos vistiendo la camiseta tricolor, se destacan:
- Campeón Liga Marplatense, 6.ª. División (Goleador con 27 tantos, 2010)
- Campeón Liga Marplatense, 7.ª. División (Goleador con 23 tantos, 2009)
- Sub-campeón Liga Marplatense, 8.ª. División (Goleador con 22 tantos, 2008)

En el 2010, debutó en la primera división del fútbol local marplatense contra Talleres de Mar del Plata.

### Lanús
En 2010 firmó contrato con el Club Atlético Lanús, que le permitió destacarse como goleador del equipo, con 11 tantos, en la quinta división de AFA. Ese mismo año fue convocado por el director técnico, Walter Lemma, para disputar la fecha 38 del Torneo de Reserva frente a Club Atlético Newell's Old Boys. El mismo se jugó en la ciudad de Rosario y terminó 1 a 1. "Nacho" fue titular y convirtió el gol del empate para el equipo "granate" en el segundo tiempo.
En 2011 alternó la cuarta división y la Reserva de AFA. Luego de buenas actuaciones y goles convertidos, Guillermo Barros Schelotto y su hermano mellizo, Gustavo Barros Schelotto, lo convocaron para participar de la concentración de primera división.
El 13 de octubre de 2013, Ignacio debutó en primera división de AFA contra el Club Deportivo Godoy Cruz Antonio Tomba, ingresando a los 31 minutos del ST por Jorge Pereyra Díaz. Ese día, casi convierte un gol.
Ese año sale campeón de la Copa Sudamericana 2013.

### Estudiantes de La Plata
En el mes de agosto de 2016, firma su vínculo con el club platense por dos temporadas.
El 28 de agosto del mismo año, debuta en Estudiantes de La Plata por la primera fecha del Campeonato de Primera 2016-17 ante el Club Atlético Tigre en condición de visitante.
En la última jugada del primer tiempo, Bailone convierte su primer gol al encontrar una pelota que se filtró en un área y que se inició en un tiro libre.
Autor del primer gol y de las asistencias de los dos goles restantes, marcados por Lucas Rodríguez e Israel Damonte, fue el punto más alto del Pincha.
El partido terminó con victoria del equipo de La Plata por 3 a 0.
En su segundo Partido, contra el Club Atlético Sarmiento, anotó el único gol de la victoria de cabeza antes de los 10' del primer tiempo.

### Quilmes
El 21 de abril de 2017 fue incorporado como refuerzo a préstamo por solo 2 meses.

### Instituto
En el mes de septiembre de 2017, luego de extender el vínculo con Estudiantes de La Plata hasta junio de 2019, es cedido a préstamo por una temporada a “La Gloria” cordobesa.
Disputó 19 partidos en la temporada.

### Gimnasia de Jujuy
En el mes de agosto de 2018, se suma al ‘Lobo’ jujeño. Rescinde el contrato que lo vinculaba a Estudiantes de La Plata, y firma por 1 año, en Club Atlético Gimnasia y Esgrima (Jujuy), con una opción de compra del 50% pase.
En el "lobo" jugó 17 partidos y marcó 3 goles.

### Chacarita Juniors
El 3 de julio de 2019, firma un contrato con el funebrero por una temporada, con una opción de compra del 50% del pase.

### San Antonio F. C.
Al tener la posibilidad de emigrar al fútbol estadounidense, decide rescindir el contrato con Chacarita Juniors y firmar con la empresa Spurs Sports & Entertainment, que posee un equipo de fútbol participando del USL Championship llamado San Antonio FC, un contrato por una temporada.
En el año 2022 retorna al fútbol estadounidense y firma su segundo contrato con San Antonio FC por un lapso de un año y medio.
Sale campeón de la temporada regular de la USL Championship 2022 y de los Playoffs. Queda en la historia del club estadounidense siendo parte del primer plantel en conseguir una estrella para la institución.

### HNK Šibenik
Luego de un buen paso por el futbol estadounidense, comenzando el 2021, firma contrato con el Šibenik de la Primera Liga de Croacia con un lapso de un año y medio.

### Nacional
En el año 2024 firma contrato por una temporada con el club paraguayo, y en su primer partido marca un gol frente Olimpia. Tuvo grandes actuaciones en Copa Libertadores y Copa Sudamericana en el primer semestre. En el segundo semestre salen subcampeones de la Copa Paraguay y consiguen la clasificación a Copa Libertadores para el 2025. Vuelve al club a mitad de 2025 firmando contrato por una temporada como pieza fundamental del ataque.

### Deportivo Cuenca
Tras no firmar su renovación en Nacional, firma contrato a principios de 2025 en el club ecuatoriano.
Decide retornar a paraguay a mitad de año y rescinde contrato.

## Estadísticas

### Clubes
Actualizado al último partido disputado el 17 de agosto de 2025.
| Club                             | Div.                | Temporada           | Liga | Liga | Liga | Copa Nacional * | Copa Nacional * | Copa Nacional * | Copa Internacional** | Copa Internacional** | Copa Internacional** | Total | Total | Total |
| Club                             | Div.                | Temporada           | PJ   | G    | A    | PJ              | G               | A               | PJ                   | G                    | A                    | PJ    | G     | A     |
| -------------------------------- | ------------------- | ------------------- | ---- | ---- | ---- | --------------- | --------------- | --------------- | -------------------- | -------------------- | -------------------- | ----- | ----- | ----- |
| Lanús Argentina                  | 1.ª                 | 2013-14             | 1    | 0    | 0    | -               | -               | -               | -                    | -                    | -                    | 1     | 0     | 0     |
| Lanús Argentina                  | 1.ª                 | 2014                | 0    | 0    | 0    | -               | -               | -               | -                    | -                    | -                    | 0     | 0     | 0     |
| Lanús Argentina                  | 1.ª                 | 2015                | 0    | 0    | 0    | -               | -               | -               | -                    | -                    | -                    | 0     | 0     | 0     |
| Lanús Argentina                  | Total club          | Total club          | 1    | 0    | 0    | -               | -               | -               | -                    | -                    | -                    | 1     | 0     | 0     |
| Estudiantes (LP) Argentina       | 1.ª                 | 2016-17             | 7    | 2    | 2    | 1               | 0               | 0               | 1                    | 0                    | 0                    | 9     | 2     | 2     |
| Estudiantes (LP) Argentina       | Total club          | Total club          | 7    | 2    | 2    | 1               | 0               | 0               | 1                    | 0                    | 0                    | 9     | 2     | 2     |
| Quilmes Argentina                | 1.ª                 | 2016-17             | 3    | 0    | 1    | 1               | 0               | 0               | -                    | -                    | -                    | 4     | 0     | 1     |
| Quilmes Argentina                | Total club          | Total club          | 3    | 0    | 1    | 1               | 0               | 0               | -                    | -                    | -                    | 4     | 0     | 1     |
| Instituto (C) Argentina          | 2.ª                 | 2017-18             | 19   | 1    | 3    | -               | -               | -               | -                    | -                    | -                    | 19    | 1     | 3     |
| Instituto (C) Argentina          | Total club          | Total club          | 19   | 1    | 3    | -               | -               | -               | -                    | -                    | -                    | 19    | 1     | 3     |
| Gimnasia de Jujuy Argentina      | 2.ª                 | 2018-19             | 17   | 3    | 3    | -               | -               | -               | -                    | -                    | -                    | 17    | 3     | 3     |
| Gimnasia de Jujuy Argentina      | Total club          | Total club          | 17   | 3    | 3    | -               | -               | -               | -                    | -                    | -                    | 17    | 3     | 3     |
| Chacarita Juniors Argentina      | 2.ª                 | 2019-20             | 4    | 0    | 0    | -               | -               | -               | -                    | -                    | -                    | 4     | 0     | 0     |
| Chacarita Juniors Argentina      | Total club          | Total club          | 4    | 0    | 0    | -               | -               | -               | -                    | -                    | -                    | 4     | 0     | 0     |
| San Antonio F. C. Estados Unidos | 2.ª                 | 2020                | 17   | 3    | 4    | -               | -               | -               | -                    | -                    | -                    | 17    | 3     | 4     |
| HNK Šibenik · Croacia            | 1.ª                 | 2020-21             | 10   | 0    | 0    | 1               | 0               | 0               | -                    | -                    | -                    | 11    | 0     | 0     |
| HNK Šibenik · Croacia            | 1.ª                 | 2021-22             | 7    | 0    | 0    | 1               | 0               | 0               | -                    | -                    | -                    | 8     | 0     | 0     |
| HNK Šibenik · Croacia            | Total club          | Total club          | 17   | 0    | 0    | 2               | 0               | 0               | -                    | -                    | -                    | 19    | 0     | 0     |
| San Antonio F. C. Estados Unidos | 2.ª                 | 2022                | 25   | 6    | 1    | -               | -               | -               | -                    | -                    | -                    | 25    | 6     | 1     |
| San Antonio F. C. Estados Unidos | 2.ª                 | 2023                | 30   | 5    | 1    | 1               | 0               | 0               | -                    | -                    | -                    | 31    | 5     | 1     |
| San Antonio F. C. Estados Unidos | Total club          | Total club          | 72   | 14   | 6    | 1               | 0               | 0               | -                    | -                    | -                    | 73    | 14    | 6     |
| Nacional Paraguay                | 1.ª                 | 2024                | 22   | 1    | 3    | 4               | 1               | 0               | 7                    | 1                    | 3                    | 33    | 3     | 6     |
| Deportivo Cuenca · Ecuador       | 1.ª                 | 2025                | 11   | 0    | 0    | -               | -               | -               | -                    | -                    | -                    | 11    | 0     | 0     |
| Deportivo Cuenca · Ecuador       | Total club          | Total club          | 11   | 0    | 0    | -               | -               | -               | -                    | -                    | -                    | 11    | 0     | 0     |
| Nacional Paraguay                | 1.ª                 | 2025                | 7    | 2    | 1    | 1               | 1               | 0               | -                    | -                    | -                    | 8     | 3     | 1     |
| Nacional Paraguay                | Total club          | Total club          | 29   | 3    | 4    | 5               | 2               | 0               | 7                    | 1                    | 3                    | 41    | 6     | 7     |
| Total en su carrera              | Total en su carrera | Total en su carrera | 180  | 23   | 18   | 5               | 2               | 0               | 8                    | 1                    | 3                    | 193   | 26    | 21    |

## Palmarés

### Campeonatos nacionales
| Título                                    | Club              | Sede           | Año  |
| ----------------------------------------- | ----------------- | -------------- | ---- |
| Temporada Regular USL Championship        | San Antonio F. C. | Estados Unidos | 2022 |
| Copa Confederación Oeste USL Championship | San Antonio F. C. | Estados Unidos | 2022 |
| USL Championship                          | San Antonio F. C. | Estados Unidos | 2022 |

### Campeonatos internacionales
| Título            | Club  | Sede             | Año  |
| ----------------- | ----- | ---------------- | ---- |
| Copa Sudamericana | Lanús | Argentina Brasil | 2013 |